# Kirby y el laberinto de los espejos
Kirby y el laberinto de los espejos, conocido en inglés como Kirby & the Amazing Mirror y en japonés como Hoshi no Kirby: Kagami no Daimeikyū  (星のカービィ 鏡の大迷宮  Hoshi no Kābī Kagami no Daimeikyū?), es un videojuego de plataformas protagonizado por Kirby, desarrollado por Flagship para Game Boy Advance en 2004. Es el primer y único juego de Kirby en el cual no aparece su némesis, el Rey Dedede.

## Trama
Existe un "Mundo de los Espejos" localizado en los cielos de Dream Land, un mundo donde cualquier deseo reflejado en su espejo se hará realidad. Sin embargo, un día únicamente se reflejaron malvados deseos, propagándose rápidamente la maldad por el mundo. Tras recibir, Meta Knight noticias sobre lo sucedido, vuela hacia el mundo de los espejos para salvarlo.
Mientras tanto, Kirby está dando un paseo hasta que aparece Dark Meta Knight. Antes de que Kirby pueda reaccionar, Dark Meta Knight corta a Kirby en cuatro partes, convirtiéndose éste en cuatro Kirbys de diferentes colores cada uno. A pesar de que Kirby viaja solo la mayor parte del tiempo, puede hacer uso de su teléfono móvil, siempre que esté disponible, para llamar a sus amigos y que estos le echen una mano. Todos persiguen a Dark Meta Knight después de que este entrase en el mundo de los espejos.
Los dos Meta Knight, el original y el oscuro, luchan entre sí y el Meta Knight original cae derrotado. Entonces es golpeado contra el espejo, terminando Dark Meta Knight por romper el mismo en 8 fragmentos que después dispersa por todo el mundo espejo, teniendo Kirby que salvar a Meta Knight y al mundo de los espejos.

## Juego
A diferencia de otros juegos de Kirby, Kirby & the Amazing Mirror cuenta con un diseño del mapa en forma de laberinto, similar al de los juegos de Metroid aunque sin requerir tener que volver atrás. El mapa se diversifica en varias direcciones y, en caso de tener Kirby el poder adecuado a su disposición, es capaz de ir a casi cualquier lugar en el orden que más le convenga, exceptuando la secuencia final. Si el jugador obtiene acceso a todos los espejos (a excepción del espejo del cual está intentando recuperar los fragmentos), podrá acceder a un nuevo espejo lleno de "Copy Pedestals" para su uso.
Existen nuevos poderes de los que Kirby puede hacer uso en Kirby & the Amazing Mirror, tales como "Arkero" (Angel en la versión japonesa), permitiendo a Kirby volar con alas, una aureola y lanzar flechas de fuego, y como "Proyectil", convirtiéndose Kirby en misil pudiendo ser guiado en cualquier dirección y explotar al contacto con una pared, un enemigo o cuando el botón "B" es pulsado; o como "Súper Smash", lo que permite a Kirby utilizar las habilidades que tiene éste en Super Smash Bros. Melee. 
El juego también cuenta con un modo multijugador, donde el primer jugador maneja al Kirby rosa mientras el resto de jugadores manejan a los Kirbys de los demás colores, pudiendo ser también manejados por el CPU.
Kirby & the Amazing Mirror comparte algunos elementos de juego con The Legend of Zelda: Four Swords y Four Swords Adventures, pues en ellos los jugadores en ocasiones deben trabajar en equipo para superar los obstáculos.

## Áreas

### 0 Área de entrada
Es ésta una pequeña zona previa, que sirve al jugador para aprender los controles básicos. Al final de ella se obtiene el Mapa del Mundo, y se abre la puerta hacia La Base del Laberinto
Y si se consigue todos los espejos como el de la Galaxia Pastel, la Mansión Luz de Luna, la Gruta del Repollo, etc. se consigue la sala de habilidades.

### 1 Ruta Arco Íris
Es la zona inicial del juego. En ella se encuentra La Base del Laberinto, y contiene el acceso a todas las demás áreas. Una característica especial de este lugar es que no tiene jefes, por lo tanto no hay ningún fragmento de espejo por conseguir aquí.

### 2 Mansión Luz de Luna
Una mansión encantada a la que se llega a través del único espejo que hay en La Base del Laberinto. El sótano esconde un laboratorio que contiene un acceso al área 6. Hacia arriba, una torre de piedra: el Rey Galeb (King Golem en inglés), custodiando el primer fragmento del espejo.

### 3 Gruta del Repollo
Esta gruta es un área pantanosa con diferentes salidas. A diferencia de la Mansión luz de luna, que ofrecía un camino único, esta área forma un laberíntico entramado de túneles, de manera que resulta algo complicado llegar sin un mapa hasta Talpator (Moley en inglés), el jefe de esta área, un topo que aparece aleatoriamente por diversos agujeros en el suelo y el techo para lanzarte todo tipo de cosas. Cuando lo derrotes conseguirás el segundo fragmento.

### 4 Montaña Mostaza
Es un enorme volcán con actividad incesante. La zona primaria, situada sobre la roca madre, es un monte rocoso, pero la zona superior es un peligroso hervidero de lava y magma en el que los enemigos de fuego intentarán destruir a Kirby. El guardián del tercer fragmento del espejo es Kracko, una nube eléctrica con muy malas pulgas y un amplio arsenal de ataques.

### 5 Castillo Zanahoria
Un castillo situado en medio de un gran bosque. El bosque no ofrece problemas, si bien el castillo tampoco es un área muy difícil, pese a todas sus muchas habitaciones. Este castillo está guardado por el Mega Titán, un robot con una poderosa armadura que sólo puede ser derrotado con ataques eléctricos, después de lo cual recibirás el ataque de su cabeza, que te lanzará misiles.

### 6 Mar del Olivo
Un mundo ambientado en el fondo del mar, tras pasar las grutas, se ve la costa y tendrás que recorrer las aguas y cuevas submarinas que este mundo posee, el jefe de este mundo es Tiburino (Gobbler en inglés), un tiburón torpedo que te dará el quinto pedazo de espejo.

### 7 Palacio de la Menta
Cerca de los Jardines del Castillo Zanahoria, se encuentra este mundo blanco. Centelleantes cristales de hielo y grandes cascadas de agua helada se convertirán en una trampa para impedir que Kirby consiga el sexto fragmento del Espejo, guardado por el Mago del Hielo: Wiz.

### 8 Ruinas del Rábano
Desde las pantanosas Grutas del Repollo se puede acceder a estas misteriosas ruinas que guardan grandes trampas y secretos que protegen el tesoro: el séptimo fragmento del Espejo Mágico, guardado esta vez por Dark Meta Knight.

### 9 Galaxia Pastel
En los confines más alejados del universo está la Galaxia Pastel, un conjunto planetario que contiene colosales calles de polvo estelar y numerosos planetas y estrellas por descubrir. Ahora, Kirby tendrá que enfrentarse a Master Hand y Crazy Hand para conseguir el último pedazo del Espejo y reconstruirlo por completo. ¿Estará nuestro héroe preparado para lo que le espera detrás del Espejo?

### 10 Mundo del Espejo
Una vez que hayas recuperado los ocho fragmentos de los jefes, tendrás que luchar contra Dark Meta Knight. Cuándo derrotes a Dark Meta Knight, aparecerá un agujero negro y los kirbys serán arrastrados ahí y Meta Knight va a lanzar la espada Master, para luchar contra Dark Mind. Tendrás que luchar cuatro veces con Dark Mind (1.ª forma), después, con la 2.ª forma de Dark Mind, y por último, la 3.ª forma. Una vez que hayas derrotado a Dark Mind, los 4 Kirbys van a reunirse y ellos y Shadow Kirby serán amigos.

## Críticas
Kirby & the Amazing Mirror tuvo una buena acogida en general, recibiendo un 80/100 en Metacritic.com. Algunas notas que recibió el juego son:
- Game Ranking - 78%
- IGN - 8/10
- GameSpot - 8,2/10
- GameSpy - 4/5
- Nintendo Power - 4/5
- 1UP.com - 8/10
- X-Play - 3/5